# Michael Aikman
Alexander Michael Hirst Aikman (ur. 9 września 1933 w Geelong, zm. 16 lutego 2005 w Malvern) – australijski wioślarz, brązowy medalista olimpijski.
Wystąpił na igrzyskach olimpijskich w Melbourne w 1956, gdzie Australijczycy w składzie: Michael Aikman, David Boykett, Fred Benfield, Jim Howden, Garth Manton, Walter Howell, Adrian Monger, Brian Doyle i Harold Hewitt (sternik) zdobyli brązowy medal w ósemkach. W wyścigu finałowym o 4 sekundy przegrali z osadą USA i o 2,1 sekundy z osadą Kanady. Był to jego jedyny start olimpijski.
Kształcił się na Uniwersytecie w Melbourne. Po zakończeniu kariery był nauczycielem oraz trenerem wioślarstwa.
Zmarł w wyniku choroby nowotworowej w wieku 71 lat.